# Ковальчук Остап Вікторович
Остап Вікторович Ковальчук (* 15 серпня 1973, м. Київ) — український художник та мистецтвознавець.
Заслужений діяч мистецтв України (2020).

## Біографія
Народився 15 серпня 1973 року в Києві.

#### Освіта
У 1998 році закінчив живописний факультет [Архівовано 31 Липня 2019 у Wayback Machine.] НАОМА (майстерня професора, академіка О. Лопухова).
1998—2001 — навчання в асистентурі, та 2001—2002 — в аспірантурі НАОМА.
З 2004 — кандидат мистецтвознавства (образотворче мистецтво).
Слухач в Академії «Баохалоо» у видатного художника Хе Шуйфа [Архівовано 24 Грудня 2021 у Wayback Machine.] (КНР, м. Ханчжоу)

#### Професійна діяльність
Викладацьку роботу в НАОМА розпочав у 2003 як керівник виставково-інформаційного відділу, з 2004 — старший викладач кафедри живопису та композиції, з 2011 — доцент кафедри живопису та композиції НАОМА.
Проректор з наукової роботи Національної академії образотворчого мистецтва і архітектури (з 2012).
Виконувач обов'язків ректора НАОМА з 12.2020 по 08.2021
Експерт УКФ
З 2022 року — декан Факультету образотворчого мистецтва і дизайну Київського столичного університету імені Бориса Грінченка.

#### Наукова діяльність
Автор наукових публікацій з питань історії українського образотворчого мистецтва та художньої освіти. Виступає у періодиці та як автор-упорядник художніх каталогів та критичних статей. 
Член Національної спілки художників України
Старший науковий співробітник Академії живопису «Лі Кежан» (Пекін, КНР),
Запрошений професор Інституту мистецтв Наньтунського університету (Наньтун, КНР) (2019).

## Творчість
Основні твори: художнє вирішення інтер'єрів, цикл монументальних розписів «Наука» та проект реконструкції центрального входу в Головний (Червоний) корпус КНУ імені Тараса Шевченка (2008); монументальне панно «Володарі чеської корони» (Прага, Чехія, 2010); розписи меморіального храму Св. Параскеви у с. Губник Гайсинського р-ну Вінницької обл. (2010); іконостас храму Казанської ікони Божої Матері у с. Сухолуччя Вишгородського р-ну Київської обл. (2011); цикл монументальних розписів у навчальному корпусі Національній академії Служби безпеки України (2012).
Виступає куратором всеукраїнських та міжнародних виставкових та науково-освітніх проектів. Активно займається культурною дипломатією: засновник та голова організаційного комітету з образотворчого мистецтва Музею Тараса Шевченка в Пекіні (2015), почесний віце-президент Академії живопису та каліграфії Китаю (2017), член міжнародної організації «Спілка міжнародних художників за мир» (Антверпен, Королівство Бельгія) (2016), академік Академії мистецтв Республіки Таджикистан (2016), старший науковий співробітник Академії живопису «Лі Кежан» (Пекін, КНР) (2017), в рамках програми стажування Фонду Фулбрайта, керівник американського художника Н.Джексона (2017).
Працює в техніках олійного живопису та живопису акриловими фарбами, акварелі, різноманітних, в тому числі авторських, графічних та комбінованих техніках в галузі станкового та монументального малярства, дизайну, реставрації, скульптури, графіки та геральдики.
Творчі хобі — традиційний китайський  живопис, у 1990-2000-х роках — скульптура.

## Кураторська діяльність
Творчий куратор Днів культури України в КНР. Куратор виставкового проекту до Днів культури України в КНР. Виставка відбулася у музейному комплексі імператорського палацу Гугун (Заборонене місто) в Пекіні. Вперше в цьому музейному комплексі було продемонстроване українське образотворче мистецтво і історичні раритети. ( жовтень-листопад 2018)
Куратор українсько-китайського виставкового проекту «Зустріч на Дніпрі». Виставка відбулася 9-30 листопада 2017 року в найвідомішому у світі музеї Китаю – колишньому Імператорському палаці Гугун (виставковий комплекс храму Таймяо). На виставці вперше були представлені роботи викладачів українських мистецьких вишів, НАОМА та Центральної академії образотворчого мистецтва Китаю.
Куратор проекту, автор архітектурно-художнього рішення скульптурного монумента Оноре Де Бальзаку в Києві на вул. Бульварно-Кудряівській у 2019 році. Автор скульптури В.Бородай (1965).
Куратор проекту (ідея, мистецтвознавчий та архітектурний супровід, бюджетування, фінансова експертиза та аудит) встановлення пам’ятника видатного китайського скульптора У Вейшаня [Архівовано 31 Січня 2022 у Wayback Machine.] «Ворота душі. Діалог Тараса Шевченка і Ду Фу» [Архівовано 31 Січня 2022 у Wayback Machine.] у Києві. (м. Київ, Ботанічний сад імені Олександра Фоміна Київського національного університету імені Тараса Шевченка, 2017) Консультант з ландшафтного дизайну прилеглої території (2018-2019).
Куратор проекту експозиції сучасного українського мистецтва “Горизонти конвергентності” (Художній музей Цзінцзіху у місті Сучжоу, провінція Цзянсу КНР, 2019-2020). Це перший проект, що представляє актуальне українське мистецтво (інсталяція, фото, сучасний живопис, графіка і скульптура) в Китаї.

## Родина
У шлюбі. Має сина.

## Галерея

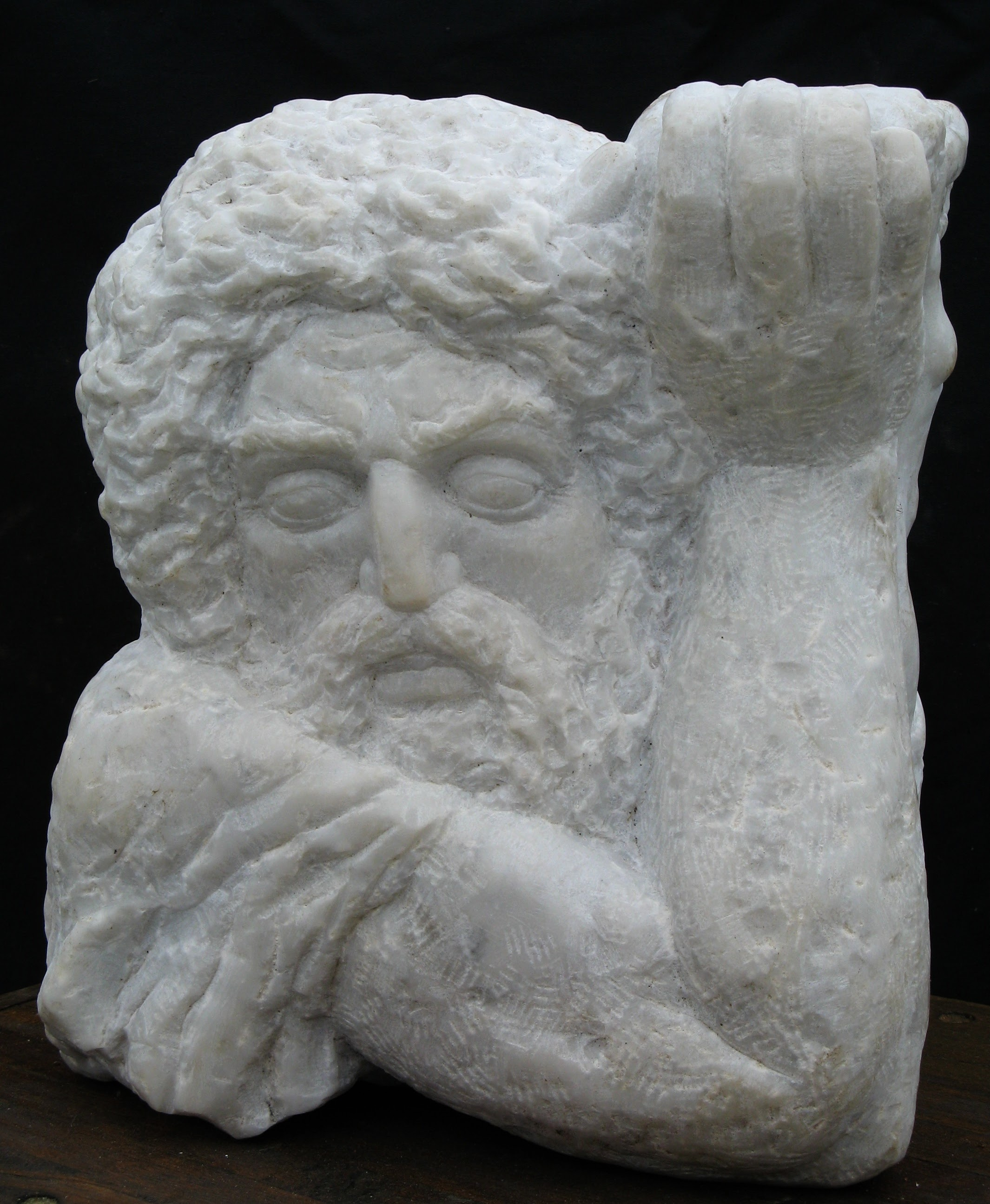
Діоген

## Наукові роботи
- Історія живописного факультету НАОМА і його роль у вихованні мистецьких кадрів та формуванні національної живописної школи України 1917—1941 років [Текст]: дис… канд. мистецтвознавства: 17.00.05 / Ковальчук Остап Вікторович ; Національна академія образотворчого мистецтва і архітектури. Кафедра теорії та історії мистецтва. — К., 2003. — 228 арк.+ 137арк. дод.: рис. — арк. 180—228